# 原慾
弗洛伊德引入这个词，意指一种与社会文明约定相抵触的，本能的冲动。拉丁文作：Libido。
它对社会与个人之间的关系造成压力与扰动。是弗洛伊德“本我”（id）概念的重要组成元素。弗洛伊德把这种扰动贴上了神经症的标签，因此它迫于压力，不得不转化（或掩饰）为一种社会化的功能性“精力”。这个转化过程被称为“升华”（Sublimation）。
原欲也被归类为一个与“性”有关的术语。对于人类来说，性是自然而然发生的。但在深度的无意识层面裡，它被认为是性的原始驱动力。这种驱动力并没有因为人类文明的进化而退化，它正向着深刻的无意识及与伪善的结合挺进。